# Sarvsjön (Skedevi socken, Östergötland)
Sarvsjön är en sjö i Finspångs kommun i Östergötland och ingår i Nyköpingsåns huvudavrinningsområde.